# بيل موريس (لاعب كريكت)
بيل موريس (28 مايو 1917 في جامايكا - 2 مارس 2004) (بالإنجليزية: Bill Morris)‏ هو لاعب كريكت بريطاني. لعب مع نادي مقاطعة ساسكس للكريكت ‏.

## وصلات خارجية
- بيل موريس على موقع إي آس بي آن كريك إنفو (الإنجليزية)